# Mozarela

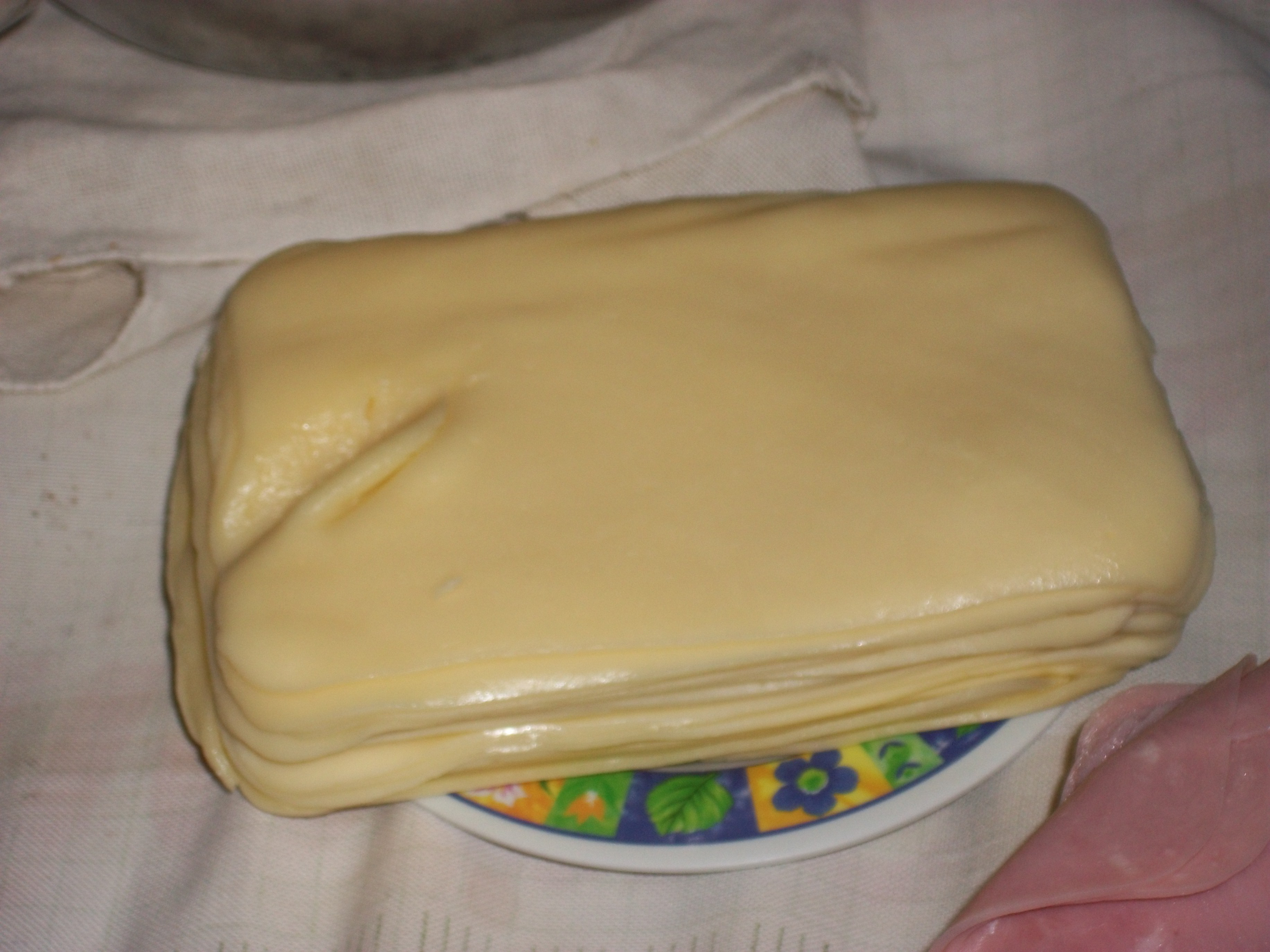
Mozarela fatiada vendida no Brasil

A mozarela, muçarela, ou mussarela do italiano mozzarella, é uma variedade de queijo de massa filada com origem na comuna (município) de Aversa, CE, na região italiana da Campânia.
Sua receita tradicional indica o uso exclusivo de leite de búfala, produzindo o queijo em formato de bolotas conservadas em soro, brancas e bem macias. Na Itália, apenas esse tipo de queijo é reconhecido oficialmente como mozzarella, recebendo o selo de certificação de origem. São produzidas, em média, 33 mil toneladas deste queijo por ano em território italiano.
Hoje, por ser muito utilizada na culinária mundial, a mozarela também é produzida a partir do leite de vaca, apresentando aspecto amarelado e consistente, em peças retangulares – neste caso, a massa utilizada também é filada. Essa é a receita mais consumida em países como o Brasil, onde são produzidas, em média, 182 mil toneladas de queijo por ano.
No Brasil, onde este queijo é largamente consumido, a sua técnica de fabricação é diferenciada, o que acarreta em variações em sua composição. O fato de ser geralmente fabricado com leite cru o impede de ser padronizado no país.

## Ortografia
De origem italiana, o nome desse queijo foi aportuguesado apenas nas últimas décadas. Até a segunda década do século XXI, no Brasil, é majoritariamente escrito, popular e comercialmente, como "mussarela", forma que segue portaria governamental: o "Regulamento Técnico de Identidade e Qualidade", Portaria 364, de 4 de setembro de 1997, que internalizou a Resolução Mercosul GMC 78, de 1996, determinou que a denominação do queijo no Brasil poderia ser "mozzarella" ou "mussarela".
O Vocabulário Ortográfico da Língua Portuguesa da Academia Brasileira de Letras traz as formas "muçarela", "mozarela" e "muzarela".
O Dicionário Aurélio não aceita nem "muçarela" nem "mussarela", mas apenas "mozarela" ou "mozzarella".
A forma "mussarela", que ocorre, entre outros, nos dicionários Aulete e Priberam, é ainda a mais encontrada no Brasil em supermercados e restaurantes.

Em Portugal, tem mais uso a forma "mozarela".